# 낙동강 (영화)
"낙동강"은 한국에서 제작된 전창근 감독의 1952년 영화이다. 최지애 등이 주연으로 출연하였다.

## 출연

### 주연
- 최지애
- 이택균
- 변기종

## 수상
- 청룡영화상 비(非)극영화 작품상 (국립영화제작소)

## 기타
- 녹음: 최칠복